# 마르 플로레스
마르 플로레스(Mar Flores, 1969년 6월 11일 ~ )는 스페인의 전직 모델, 배우이다.